# 5869 Tanith
Az 5869 Tanith (ideiglenes jelöléssel 1988 VN4) egy földközeli kisbolygó. Carolyn Shoemaker fedezte fel 1988. november 4-én.